# Lasioglossum brevibasis
Lasioglossum brevibasis là một loài Hymenoptera trong họ Halictidae. Loài này được Cockerell mô tả khoa học năm 1938.